# Analyst's Notebook
IBM Security i2 Analyst's Notebook es un producto de software de IBM utilizado para el análisis de datos e investigación. Es una herramienta de software basada en la metodología ELP (entidad-relación-propiedad), que ofrece al usuario la posibilidad de conocer las relaciones entre las entidades de datos para descubrir patrones e información de los datos. Analyst's Notebook es una herramienta de uso común para los analistas digitales de las fuerzas del orden, el ejército y otros organismos gubernamentales de inteligencia, o en los departamentos de fraude de las entidades financieras, los organismos reguladores, etc. Forma parte del Human Terrain System (HTS), un programa del Ejército de los Estados Unidos que integra a científicos sociales con brigadas de combate. Se ha informado de que en varias investigaciones, incluida una investigación sobre el fraude en el Ejército de los Estados Unidos, se han utilizado las capacidades de Analyst's Notebook. La policía sueca también lo utiliza para analizar los contactos y las redes sociales.